# Фернандо Гальєго

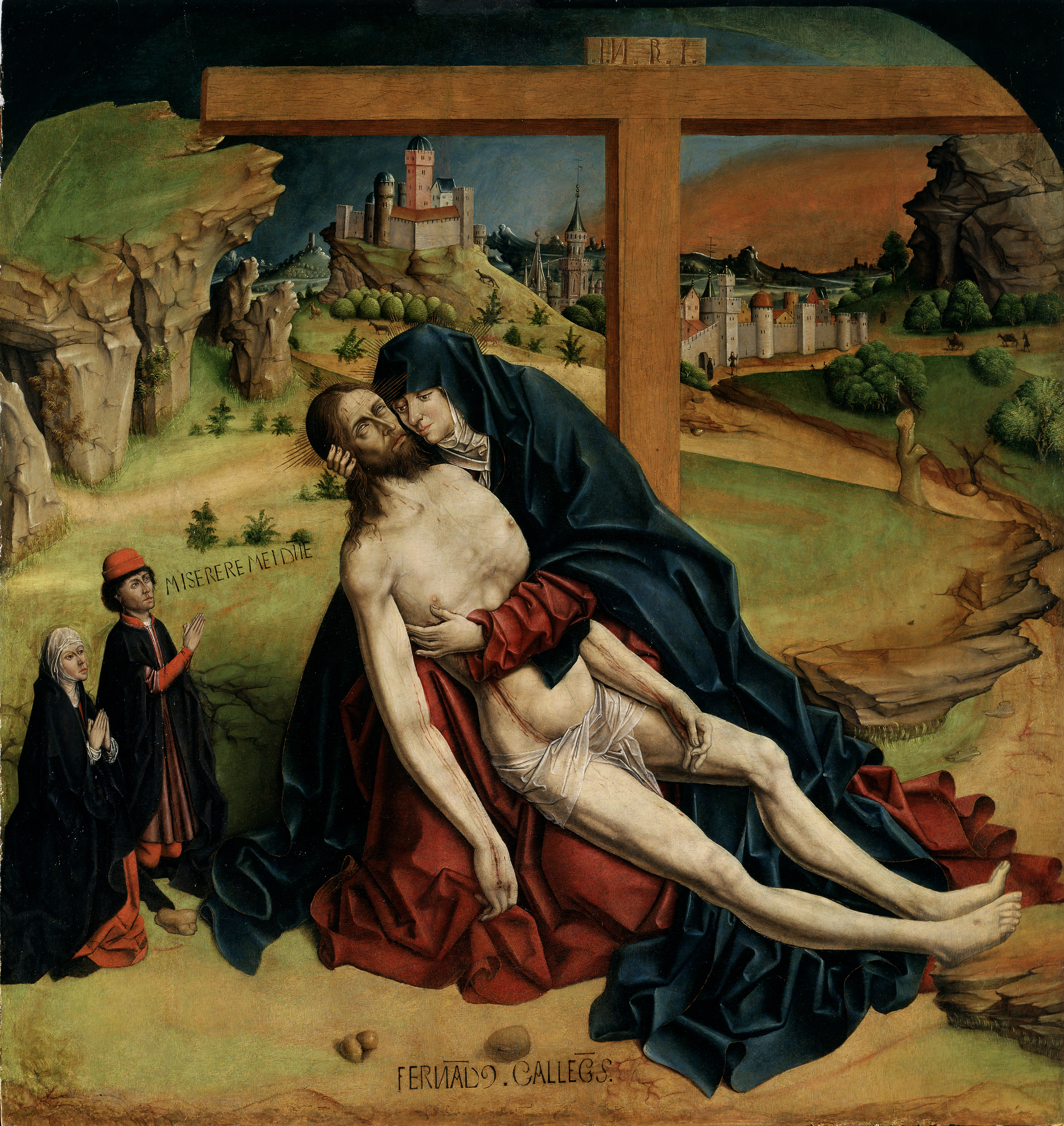
La Piedad, олія та темпера на сосновій дошці, 117,8 x 111 см, Мадрид, Музей Прадо. Це одна з трьох збережених робіт, підписаних художником, відправна точка для встановлення його стилю.

Фернандо Гальєго (1440 , Саламанка, Кастилія і Леон  — 1507 , Саламанка, Кастилія і Леон ) —  іспанський готичний художник, найвидатніший представник іспано-фламандського стилю в Саламанці та області її впливу.

## Біографія
Нечисленна документація, що збереглася, не дозволяє нам знати місце або дату його народження, яке, як припускають, відбулося в Саламанці приблизно в 1440 році. Нічого не відомо про його навчання та ранні роки, але стиль його робіт показує, що на початку (П'єта в Прадо) він був підвладний уже дещо архаїчному впливу міжнародної готики та завдячував Делло Деллі та Ніколасу Флорентіно, авторам головного вівтаря Старого собору Саламанки . Їм він зобов'язаний ідеалізованою концепцією пейзажів, далекої від того, що було зроблено у Фландрії.
Але його навчання було б завершено, не покидаючи кастильсько-леонської області, в середовищі художника, якого поки що неможливо визначити, знавця фламандського стилю, не виключаючи підходу до цього стилю через вивчення картини та гравюри цього походження прибули до Кастилії у великій кількості.
Перша документальна згадка, датована 1468 роком, говорить про те, що він працював у соборі Пласенсії разом з невідомим художником на ім’я Хуан Феліпе. Той факт, що в тому році він уже міг самостійно скорочуватися, свідчить про те, що йому було більше двадцяти п’яти років, і це єдині дані, на які покладалися для визначення дати його народження. У лютому 1473 року він погодився з капітулом собору Коріа виконати шість вівтарних образів, які він мав вважати готовими протягом року, вартістю 60 000 мараведі. Капітульні акти, які включали угоду, в якій Фрай Педро де Саламанка та Гарсіа дель Барко були призначені арбітрами, вважаючи їх відомими художниками, називали Фернандо Гальего «сусідом Саламанки».
Наступна згадка в документах вже в 1486 році в переписі в Сьюдад-Родріго, що узгоджується з датами виконання головного вівтаря собору, який мав бути виготовлений між 1480 і 1488 роками. Нарешті, в липні 1507 року невідомий художник на ім’я Педро де Толоса вимагав від Університету Саламанки сплати того, що було йому заборговано за роботу над трибуною університетської каплиці, яку він виконав за контрактом з «Ернаном Гальего», будучи цим. це остання документальна новина про художника, який, згідно з цим документом, буде знайдений з більш ніж шістдесяти роками зайнятим у другорядній роботі.

## Список робіт
| Картина | Назва                       | Дата створення | Техніка і розміри                  | Зберігання                             |
|         | П'єта                       | приблизно      | Темпера на дошці, 118х122 см.      | Мадрід, Прадо                          |
|         | Мадонна католицьких королів | 1490-1495      | Темпера на дошці, 123 x 112 см.    | Мадрід, Прадо                          |
|         | Христос благословляючий     | приблизно1495  | Олія на дошці, 169 x 132 cm        | Мадрід, Прадо                          |
|         | Триптих свята Катерина      | Невідома       | Olio su tavola                     | Саламанка, Провінційний музей мистецтв |
|         | Flagellazione di Cristo     | приблизно 1506 | Олія на дубовій дошці, 104 x 76 cm | Саламанка,Музей діоцезії               |